# オート＝ガロンヌ県の郡
オート＝ガロンヌ県の郡では、フランスのオート＝ガロンヌ県にある郡について解説する。

## 郡の一覧
オート＝ガロンヌ県には、3つの郡が存在し、3郡の合計で、53の小郡、588のコミューンがある。
- ミュレ郡（郡庁所在地：ミュレ）

11の小郡、126のコミューンがある。郡の人口は、1990年には133,989人、1999年には154,872人で、15.59％増加している。
- サン＝ゴーダンス郡（郡庁所在地：サン＝ゴーダンス）

11の小郡、236のコミューンがある。郡の人口は、1990年には74,162人、1999年には71,959人で、2.97％減少している。
- トゥールーズ郡（県庁所在地：トゥールーズ）

31の小郡、226のコミューンがある。郡の人口は、1990年には717,811人、1999年には819,507人で、14.17％増加している。